# Grzegorz Moskalenko
Grzegorz Moskalenko – polski pilot, który zginął tragicznie 17 października 1998 roku podczas lotu treningowego samolotem akrobacyjnym Extra 300 L w okolicach Mińska Mazowieckiego.

## Życiorys
Grzegorz Moskalenko był pilotem Polskich Linii Lotniczych LOT. Wraz z Januszem Kasperkiem, wybitnym pilotem akrobacyjnym i mistrzem świata, odbywał lot treningowy, którego celem było doskonalenie umiejętności w akrobacji lotniczej.
17 października 1998 roku, po około czterech minutach lotu, samolot Extra 300 L rozbił się w lesie niedaleko Mińska Mazowieckiego. W wyniku katastrofy obaj piloci – Grzegorz Moskalenko i Janusz Kasperek – ponieśli śmierć.

## Znaczenie
Śmierć Grzegorza Moskalenki była dużym ciosem dla polskiego środowiska lotniczego. Jego pamięć jest upamiętniana m.in. podczas Memoriału im. Janusza Kasperka, organizowanego przez Aeroklub Świdnik, który honoruje także pamięć Kasperka.